# The Stolen Ranch
The Stolen Ranch è un film del 1926, diretto da William Wyler.

## Trama
Nel 1918 Frank Wilcox, reduce dal fronte europeo della guerra, torna negli Stati Uniti, il suo paese. Egli soffre di shell shock provocatogli dalle atrocità delle battaglie: manifesta disturbi mentali, ipersensibilità al rumore e accessi confusionali; viene ospedalizzato per un mese, e per essere dimesso deve essere affidato ad un tutore. E il suo tutore è il suo commilitone e grande amico J. G. Hart, detto "Breezy", che diverse volte gli aveva salvato la vita in guerra, e che continua ad occuparsi di lui.
I due si recano assieme presso il ranch dei Wilcox "Lazy Z", appartenuto allo zio di Frank, recentemente scomparso, e che per comune opinione avrebbe dovuto passare in eredità al nipote. Ma lo trovano occupato e gestito come sua proprietà da Sam Hardy, che in precedenza ne era stato l'amministratore. Decidono, nell'attesa di veder chiaro nella faccenda, di tenere segreta la presenza di Frank, che viene alloggiato in un capanno messogli a disposizione da Tom Marston, un amico di famiglia dei Wilcox e proprietario di un ranch vicino. Breezy cerca e trova lavoro nelle cucine del "Lazy Z", da dove può monitorare la situazione (e stringere affettuosa amicizia con l'aiuto-cuoca Mary Jane).
Frank, nel frattempo, fa la conoscenza della figlia di Tom Marston, June, che lo aiuta, insieme a Breezy, quando è colto dai suoi accessi. Tom vuole aiutare Frank ad ottenere il ranch, convinto com'è che le pretese di Sam Hardy sul Lazy Z siano prive di fondamento. E difatti Sam Hardy, coadiuvato dall'avvocato James Morton, già legale dello zio Wilcox, aveva fatto carte false che lo avrebbero aiutato a dimostrare i suoi diritti di proprietà. La cosa sembrava fattibile anche perché si credeva che Frank fosse morto in guerra.
Comprensibilmente, quando Hardy e Morton apprendono che Frank è in vita, e presente nelle vicinanze, si diffonde in loro un certo panico. Essendo noto che il sogno di Tom Marston era sempre stato quello di unire il proprio ranch con quello vicino dei Wilcox, Hardy gli propone di venderglielo. Tom – stranamente – non solo accetta, ma addirittura consegna ad Hardy un assegno come acconto, del quale si fa fare una dettagliata ricevuta. A questo punto è giunto il momento, per Hardy e Morton, di bruciare il vero testamento dello zio Wilcox, che essi avevano conservato, e che assegnava il Lazy Z a Frank. Ma interviene Breezy, impedisce il rogo e fugge, nella notte, col testamento, verso il capanno dove stava Frank.
Qui intervengono anche Hardy, Morton e un paio di loro uomini. Si sviluppa una lotta. Breezy e Frank riescono temporaneamente ad avere la meglio, e, di nuovo, fuggono, in direzione inversa, verso il Lazy Z. Inseguiti, con intenti eventualmente omicidi, parrebbero essersi cacciati in una trappola quando entrano nel salone del ranch: ma qui, ad attendere tutti, ci sono i Marston, padre e figlia, con lo sceriffo. Tom mostra allo sceriffo la ricevuta che testimonia l'intenzione di Hardy di vendere una proprietà non sua, e Breezy gli mostra il vero testamento.
Hardy e Morton vengono assicurati alla giustizia. Frank, a seguito dei recenti tumultuosi avvenimenti, è guarito, e Tom si rende conto che il suo sogno di unire i due ranch pare in qualche modo avverarsi, quando vede la figlia e Frank in inequivocabili atteggiamenti amorosi.

## Produzione
Le riprese esterne, iniziate il 24 giugno 1926, sono state effettuate in California: a Lone Pine (nelle Alabama Hills) e all'Iverson Ranch di Chatsworth (Los Angeles).
La pellicola, per l'uscita statunitense, constava di 5 rulli per una lunghezza complessiva di 1395 metri.
Secondo alcuni autori la futura vincitrice del premio Oscar come migliore attrice Janet Gaynor avrebbe ricoperto un ruolo minore in The Stolen Ranch: in ogni caso non è menzionata nei titoli di testa.

## Distribuzione
Dopo un'anteprima a Davenport (Iowa) nella settimana del 9 novembre 1926, il film, distribuito dalla Universal Pictures, è uscito nelle sale cinematografiche statunitensi il 26 dicembre 1926.
In tempi recenti, il film è stato presentato in retrospettiva al Festival internazionale del cinema di Berlino nel 1996 e presso la Cinémathèque française di Parigi nel 2018, nell'ambito della "Rétrospective William Wyler".
The Stolen Ranch è stato edito in DVD dalla Grapevine Video, dotato di una colonna sonora di David Knudtson.

## Accoglienza
Per quanto riguarda i film western girati da Wyler per Carl Laemmle fra il 1925 e il 1927, il critico cinematografico John Howard Reid nota: "Lo stesso Wyler li descriveva come lavori realizzati in tutta fretta: "Giravamo da lunedì a venerdì sulle Alabama Hills a Lone Pine, e il sabato ricevevamo una nuova sceneggiatura." (…) Nonostante la negatività di Wyler (…) The Stolen Ranch è un prodotto altamente professionale e messo insieme con abilità. Per quanto la trama di base sia familiare, il sottotesto, con la superba interpretazione di Ralph McCullough nei panni di un veterano colpito da disturbo post-traumatico, è decisamente inconsueto." 
Secondo James Deutsch, dello Smithsonian Center for Folklife and Cultural Heritage The Stolen Ranch è uno dei film – insieme a La grande parata, di King Vidor, del 1925 - che ha contribuito, con la rappresentazione del personaggio di Frank Wilcox sofferente del disturbo da stress post-traumatico shell shock, a rafforzare i sentimenti di delusione che negli anni '20 si erano diffusi in larghi strati della popolazione statunitense per aver preso parte alla prima guerra mondiale.